# Eric von Gegerfelt (militär)
Se Eric von Gegerfelt för skådespelaren.
Carl Eric von Gegerfelt, född 20 april 1867 i Rogslösa församling i Östergötlands län, död 29 juli 1956 i Västerleds församling i Stockholm, var en svensk militär.

## Biografi
Eric von Gegerfelt blev volontär vid Dalregementet 1884, tog mogenhetsexamen 1886 och blev volontär vid Smålands grenadjärbataljon 1887 samt sergeant 1887. Han avlade officersexamen vid Kungliga Krigsskolan 1888 och utnämndes till underlöjtnant vid Smålands grenadjärkår samma år. Han befordrades till löjtnant 1894, var tjänsteförrättande intendent vid Smålands grenadjärkår och vid Skånska husarregementet 1896–1897 och utnämndes till underintendent vid Intendenturkåren 1897, varpå han var redogörare i Intendenturkårens huvudstat och adjutant hos generalintendenten 1897–1904. År 1898 utnämndes han till intendent av andra klassen och 1901 till intendent av första klassen. Han blev 1899 tjänsteförrättande intendent vid Jönköpings regemente, intendent vid Svea artilleriregemente 1905 och 1908 tillförordnad chef för Arméns intendenturförråd i Stockholm. År 1909 utnämndes han till fältintendent av andra graden i Intendenturkåren, varpå han var intendent vid Karlsborgs fästning 1909–1915 och befordrades 1914 till major. År 1915 befordrades han till överstelöjtnant, varpå han var intendent i IV. arméfördelningen 1915–1917. Han utnämndes 1917 till överste i Intendenturkåren och var chef för Underhållsbyrån i Intendenturdepartementet vid Kungliga Arméförvaltningen 1917–1927. Åren 1927–1932 ingick han i reserven.
Gegerfelt var tjänsteförrättande sekreterare i Utrustningskommittén 1903, besiktningsman vid tillverkning av konserver 1904–1905, rådgivare till chefen för Lantförsvarsdepartementet i ärenden rörande arméns bokförings- och redovisningsväsen 1907, sakkunnig för omarbetning av arméns räkenskapsväsende 1914, ledamot av Folkhushållningskommissionen 1916–1919, ledamot av delegationen för sjukvårdens ordnande i Norrbottens län 1920, ordförande i Föreningen Armé- Marin- och Flygfilm 1920–1932, Arméförvaltningens ombud vid fiskerimässorna i Lysekil 1921 och 1922 samt vid fiskerimässorna i Göteborg 1923, i Jönköping 1924 och i Kristianstad 1925, ledamot av styrelsen i Statens lager- och fryshusstyrelse 1923–1948 och dess ordförande 1938–1948, chef för Arméns tvättanstalt i Stockholm 1927–1934 och ledamot av Stockholms handelskammares skiljenämnd 1930–1942.
Gegerfelt blev riddare av Vasaorden 1909, riddare av Nordstjärneorden 1918, kommendör av andra klassen av Vasaorden 1920 och kommendör av första klassen av Vasaorden 1923.
Eric von Gegerfelt var son till major Patrick von Gegerfelt och Hedda Geisler. Han gifte sig 1900 med Maja Brummer (1871–1948) och de fick barnen Maud (född 1904, gift Priklonsky), Ebba (född 1909) och Patrik (född 1913). Makarna von Gegerfelt är begravda på Östra kyrkogården i Jönköping.